# Al limite estremo
Al limite estremo (The End of the Tether) è un racconto dello scrittore di lingua inglese Joseph Conrad scritto nel 1902, apparso per la prima volta lo stesso anno a puntate sul Blackwood's Magazine e inserito infine lo stesso 1902 nella raccolta Gioventù e altri due racconti (Youth, a Narrative and Two Other Stories).

## Trama
Il capitano Henry Whalley, è un marinaio onesto ed esperto di 67 anni, comandante della Fair Maid, una nave di sua proprietà. Whalley sarebbe voluto andare in pensione, ma i risparmi accumulati nel corso della sua lunga carriera si sono in gran parte dissolti per il fallimento della banca in cui erano depositati. Vedovo, Whalley ha solo una figlia che vive in Australia e si trova anch'essa in difficoltà economiche, avendo sposato un uomo inetto. Whalley è costretto pertanto a rimanere in attività. Dopo aver ricevuta dalla figlia una richiesta urgente di 200 sterline, Whalley decide di vendere la Fair Maid per 700 sterline inviando immediatamente 200 sterline a sua figlia e destinando le rimanenti 500 sterline, le sue ultime, alla costituzione di una società con un certo George Massy, un ex macchinista con il vizio del gioco (spende i suoi averi nell'acquisto di biglietti della lotteria), proprietario del Sofala, un piroscafo malmesso adatto solo al piccolo cabotaggio. Whalley agisce con prudenza nei confronti di Massy: cerca di salvaguardare il suo piccolo capitale e quindi l'avvenire della figlia, con clausole vessatorie, e stabilisce di comandare personalmente il Sofala. Durante la navigazione, Whalley comincia ad avvertire gravi disturbi agli occhi, sa di essere un rischio per la nave e i marinai, ma  per tutelare la figlia non può abbandonare il comando: crede tuttavia di poter esercitare il controllo della nave, nonostante la quasi-cecità; ignora però che Massy, nominalmente proprietario della nave, intende far naufragare il Sofala per riscuotere i soldi dell'assicurazione. Massy infatti sabota la bussola con pezzi di ferro dolce infilati in un giubbotto. Il capitano Whalley scopre il sabotaggio proprio nel momento in cui la nave urta  uno scoglio. L'equipaggio si mette in salvo nelle scialuppe, ma Whalley rifiuta di abbandonare la nave, mette il ferro del sabotaggio nel proprio giubbotto e affonda con la nave. La successiva inchiesta sul naufragio non troverà prove del sabotaggio, ed escluderà colpe del capitano e dell'equipaggio. Massy incassa i soldi dell'assicurazione, ma li perderà al gioco. Ivy apprende per lettera della morte del padre.

## Critica
Al limite estremo è il più lungo racconto di Conrad. Nella premessa al racconto ("Nota dell'autore"), Conrad afferma di aver utilizzato l'esperienza professionale acquisita durante la navigazione nell'Oceano indiano. Gli aspetti biografici del racconto consistono anche nelle gravi difficoltà economiche nelle quali, come il capitano Whalley, Conrad versava nel 1902 . Il protagonista di Al limite estremo presenta punti di contatto con Lord Jim: pur non avendo perso l'onore, il capitano Whalley deve venire a patti con la propria coscienza, pagando con la vita i propri errori.

## Edizioni
- «The End of the Tether», in Blackwood's Magazine (Edinburgh, UK), Vol. 172 (Jul 1902—Dec 1902):(Vol. 172, Jul 1902, pp. 1-20[collegamento interrotto]); Vol. 172, Aug 1902, pp. 202-218[collegamento interrotto]; Vol. 172, Sep 1902: pp.395–408[collegamento interrotto]; Vol. 172, Oct 1902: pp.520–537[collegamento interrotto]; Vol. 172, Nov 1902: pp.685–702[collegamento interrotto]; Vol. 172, Dec 1902: pp.794–814[collegamento interrotto]
- «The End of the Tether», in: Youth, a Narrative and Two Other Stories, Edinburgh; London: Blackwood and sons, 1902, pp. 183–375.(Internet Archive.
- Fino all'estremo, traduzione di Giovanni Marcellini, Milano, Alberto Corticelli Editore, 1928. - Prefazione di Tommaso Giglio, Collana Universale Economica n.160, Milano, Cooperativa del Libro Popolare, 1953; Collana UEF n.765, Milano, Feltrinelli, 1977-1990; a cura di Lucia Genovese, Collana Narrativa scuola, Feltrinelli/Loescher, 1979.
- Gioventù e altri due racconti, traduzione di Piero Jahier e Maj-Lis Rissler Stoneman, Milano, Bompiani, 1949.
- La follia di Almayer. Al limite estremo. Freya delle sette isole. La linea d'ombra, Presentazione di Renato Prinzhofer, Collezione Nuova Biblioteca n.10, Milano, Mursia, 1972.
- Al limite estremo. Cuore di tenebre. La linea d'ombra, traduzione di Ugo Mursia e Renato Prinzhofer, Introduzione di Enzo Siciliano, Collana I grandi libri n.218, Milano, Garzanti, 1978, ISBN 88-11-58218-0.
- Al limite estremo, introduzione di Francesco Binni, traduzione di Luisa Saraval, Collana I grandi libri n.457, Milano, Garzanti, 1992, ISBN 88-11-58457-4.
- Al limite estremo, traduzione di G. Aloe, con un saggio di Roberta Borgna, Collana Le Sfingi, Roma, Nova Delphi, 2014, ISBN 978-88-905-1495-1.
- All’estremo limite, traduzione di Gianni Celati, Collana Compagnia Extra, Macerata, Quodlibet, 2017, ISBN 978-88-229-0016-6.
- Al limite estremo, traduzione di Alessandro Pugliese, Collana Sezione aurea, Ferrara, Argentodorato Editore, 2023, ISBN 979-12-802-7344-4.

## Adattamenti
- Au bout du rouleau, film per la televisione francese del 1973 diretto da Claude-Jean Bonnardot, con Charles Vanel nel ruolo del capitano Whalley[4].